# Hygropoda medogensis
Espèce
Hygropoda medogensis est une espèce d'araignées aranéomorphes de la famille des Pisauridae.

## Distribution
Cette espèce est endémique du Tibet en Chine,. Elle se rencontre dans le xian de Mêdog.

## Description
Le mâle holotype mesure 9,78 mm et la femelle paratype 10,51 mm.

## Systématique et taxinomie
Cette espèce a été décrite par Lu, Wang et Zhang en 2023.

## Étymologie
Son nom d'espèce, composé de medog et du suffixe latin -ensis, « qui vit dans, qui habite », lui a été donné en référence au lieu de sa découverte, le xian de Mêdog.

## Publication originale
- Lu, Wang & Zhang, 2023 : « A new species of Hygropoda from Tibet, China (Agelenidae: Pisauridae). » Acta Arachnologica Sinica, vol. 32, no 2, p. 122-126.